# Kanton San Juan
Der Kanton San Juan ist ein Gemeindebezirk im Departamento Potosí im Hochland des südamerikanischen Anden-Staates Bolivien.

## Lage im Nahraum
Der Cantón San Juan ist einer von dreizehn Kantonen in dem Landkreis (bolivianisch: Municipio) Colcha „K“ in der Provinz Nor Lípez. Er grenzt im Norden an den Kanton Colcha „K“, im Westen an das Municipio San Pedro de Quemes, im Süden an den Kanton Soniquera, im Südosten an die Provinz Enrique Baldivieso, im Osten an den Kanton Calcha „K“, und im Nordosten an den Kanton Santiago.
Der Kanton erstreckt sich südlich des Salzsees Salar de Uyuni zwischen etwa 20° 45' und 21° 36' südlicher Breite und 67° 36' und 68° 06' westlicher Länge, er misst von Norden nach Süden bis zu 105 Kilometer, von Westen nach Osten bis 40 Kilometer. Im nördlichen Teil des Kantons liegt der Verwaltungssitz des Kantons, San Juan de Rosario, mit 480 Einwohnern (Volkszählung 2012). Die mittlere Höhe des Kantons ist 3900 m.

## Bevölkerung
Die Bevölkerungszahl in dem Kanton lag bei der Volkszählung 2001 bei 981 Einwohnern.

## Gliederung
Der Kanton ist in zwei Unterkantone (vicecantones) untergliedert:
- San Juan – 582 Einwohner (2001) (mit der Ortschaft Calcha „K“)
- Copacabana – 399 Einw.